# Zaklęcie (magia)
Zaklęcie – działanie w magii, składające się z wykonywania określonych ruchów i wypowiadania określonych słów, mające na celu częściowe ukształtowanie rzeczywistości. Zaklęcie może być również afirmacją, gdyż według jednego z modeli magii zaklęcie ma wpłynąć na podświadomość. Obrzędowe zaklęcia bywają śpiewane lub recytowane. 
Niezrozumiałe słowa wypowiadane przez maga podczas zaklinania nazywa się inkantacją. Słowo to etymologicznie wywodzi się od późn. łac. incantatio 'czarowanie' od łac. incantare '(za)czarować'; in- 'w (co); przeciw'; cantare 'śpiewać. 